# El mentalista
El mentalista (título original en inglés: The Mentalist) es una serie de televisión estadounidense de CBS, estrenada el 23 de septiembre de 2008. En varios países de hispanoamerica se emite actualmente a través de TNT Series y también fue emitida en Warner Channel, en España a través de Calle 13, La Sexta, TNT y Atreseries en Uruguay por el Canal 10. Tras el éxito de la primera temporada, la cadena decidió renovar para una segunda y una tercera temporada. El 18 de mayo de 2011, CBS anunció que, con el éxito de la tercera temporada se renovaría para grabar una cuarta. El 14 de marzo de 2012, se anunció que la serie fue extendida por una quinta y una sexta temporada.
El 10 de mayo de 2014, CBS renovó la serie para una séptima y última temporada.

## Sinopsis general
Patrick Jane (Simon Baker) es un psíquico que se gana la vida apareciendo en programas de televisión. Su vida cambia cuando en un programa de TV calumnia a un asesino en serie conocido como Red John (John el Rojo en la versión de España) y este en venganza, asesina cruelmente a su esposa e hija. A partir de entonces, Patrick decide no ser más un psíquico sino utilizar sus dotes excepcionales de observación y verbosidad, combinadas con sus habilidades de hipnosis, prestidigitación e ilusionismo, para colaborar como asesor en el Buró de Investigación de California (CBI en inglés), en la unidad dirigida por la agente Teresa Lisbon (Robin Tunney), en búsqueda de la persona que mató a su familia y le destrozó la vida.

## Personajes
| Actor/ actriz   | Personaje      | Temporadas | Temporadas | Temporadas | Temporadas | Temporadas | Temporadas | Temporadas | Apariciones |
| Actor/ actriz   | Personaje      | 1          | 2          | 3          | 4          | 5          | 6          | 7          | Apariciones |
| --------------- | -------------- | ---------- | ---------- | ---------- | ---------- | ---------- | ---------- | ---------- | ----------- |
| Simon Baker     | Patrick Jane   | Principal  | Principal  | Principal  | Principal  | Principal  | Principal  | Principal  | 151         |
| Robin Tunney    | Teresa Lisbon  | Principal  | Principal  | Principal  | Principal  | Principal  | Principal  | Principal  | 151         |
| Tim Kang        | Kimball Cho    | Principal  | Principal  | Principal  | Principal  | Principal  | Principal  | Principal  | 151         |
| Owain Yeoman    | Wayne Rigsby   | Principal  | Principal  | Principal  | Principal  | Principal  | Principal  | Invitado   | 130         |
| Amanda Righetti | Grace Van Pelt | Principal  | Principal  | Principal  | Principal  | Principal  | Principal  | Invitada   | 126         |
| Rockmond Dunbar | Dennis Abbott  |            |            |            |            |            | Principal  | Principal  | 29          |
| Joe Adler       | Jason Wylie    |            |            |            |            |            | Principal  | Principal  | 26          |
| Emily Swallow   | Kim Fischer    |            |            |            |            |            | Principal  |            | 14          |
| Josie Loren     | Michelle Vega  |            |            |            |            |            |            | Principal  | 10          |

1. ↑  Owain Yeoman dejó la serie en el episodio 15 de la temporada 6.
2. ↑  Amanda Righetti estuvo ausente de cuatro episodios en la segunda mitad de la temporada 5 debido a su embarazo. Ella dejó la serie en el episodio 15 de la temporada 6.
3. ↑  El personaje Michelle Vega (Josie Loren) fue asesinada en el episodio 10 de la temporada 7.

### Principales
- Patrick Jane (por Simon Baker):

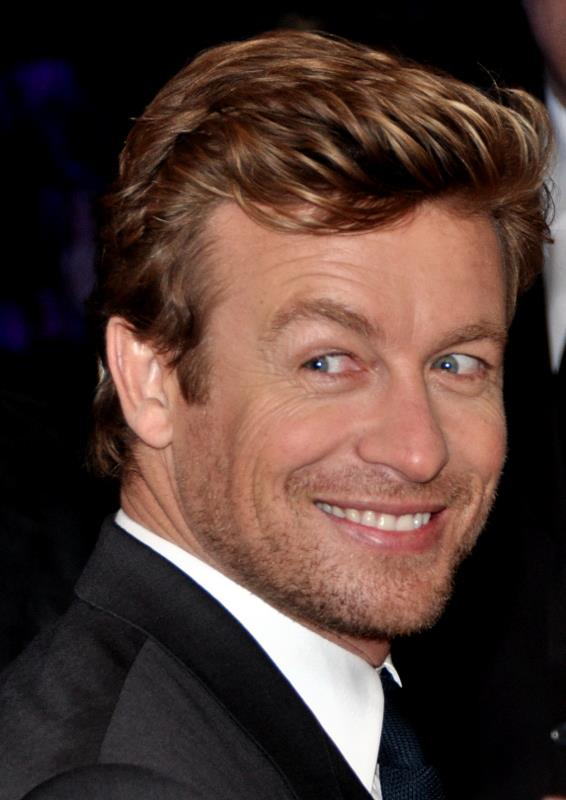
Simon Baker en 2013

Es el protagonista de la serie, hijo de feriantes. Antes de entrar como asesor del BIC (Bureau de Investigaciones de California), trabajaba como psíquico estafando a ingenuos, gracias a sus habilidades excepcionales de observación y verbosidad. Tras aparecer en un programa televisivo y burlarse del asesino en serie Red John, este decide vengarse y le quita la vida de una manera brutal a su esposa e hija, demostrándole al mundo que Jane sólo es un fraude y un charlatán. Después de pasar un tiempo en un hospital psiquiátrico, producto del trauma que le causó ser el responsable de lo ocurrido con su familia, Jane acude al BIC con la mera intención de obtener información sobre el caso Red John, pero se une al equipo como consultor luego de ayudarles a resolver exitosamente un caso difícil para la agencia al usar sus habilidades de "psíquico", además de apoyarse en sus otras habilidades de hipnosis, prestidigitación e ilusionismo para resolver crímenes, trabajando en la unidad a cargo de la agente Teresa Lisbon. 
- Teresa Lisbon (por Robin Tunney)

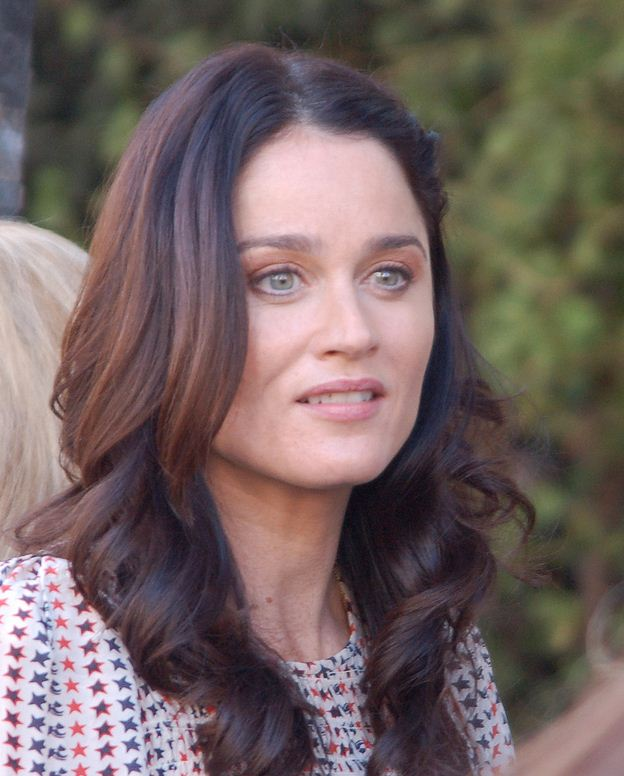
Robin Tunney

Teresa Lisbon es la jefa de la unidad del BIC en la que trabaja Patrick Jane. Es conocida por seguir estrictamente las reglas.
- Kimball Cho (por Tim Kang):

Es un miembro del BIC a cargo de Lisbon. Es de los mejores en cuanto a interrogatorios por a su carácter impasible y pragmático. Está serio casi todo el tiempo (aunque no por ello carece de sentido del humor) y dice las cosas sin rodeos, le molesta la estupidez y solo se le ha visto sonreír en la serie dos o tres veces. Estuvo en el ejército y en un reformatorio de adolescentes, puesto que pertenecía a una pandilla juvenil llamada Avon Park Playboys. A menudo se le ve leyendo un libro. Es el segundo al mando cuando Lisbon no está. Muchas veces es cómplice de Jane en sus planes para atrapar al asesino, en comparación a Rigsby quien tiende más a seguir las reglas. 
- Wayne Rigsby (por Owain Yeoman):

Otro miembro del equipo de Lisbon. 
- Grace Van Pelt (por Amanda Righetti):

Fue la nueva y última miembro en incorporarse al equipo de Lisbon en el BIC. Es una novata pero un genio en lo que respecta a la informática, Lisbon la mantiene generalmente en la oficina investigando en el ordenador.  
- Red John o John Rojeado (jefe de polícia Thomas McAllister) (por Xander Berkeley):

Es un asesino en serie famoso por ser metódico e inteligente.  Su modus operandi casi siempre es el mismo. Su principal característica es una marca en forma de cara sonriente, que dibuja con la sangre de sus víctimas utilizando un guante y extendiendo la sangre con tres dedos, siempre en el sentido de las agujas del reloj. Su relación con Patrick nace de un programa de TV, cuando Jane se hacía pasar por psíquico y estafaba personas: Le preguntan por John el Rojo y Patrick lo menosprecia diciendo que es un triste hombrecillo que está solo y que es insignificante. Esto provoca a John el Rojo, y esa misma noche asesina a su esposa e hija; al llegar Jane a su casa, encuentra una nota en la puerta de la habitación en la que le anticipa que lo que hay tras la puerta es un castigo y que no lo infravalore. 
- Kim Fischer (por Emily Swallow):

Agente especial del FBI al mando de Dennis Abbott, su primera aparición ocurre en el noveno episodio de la sexta temporada. Forma parte del equipo dirigido por Abbott durante la sexta temporada, junto a Cho, Jane, Lisbon y Wylie. Deja el equipo entre la sexta y séptima temporada.
- Dennis Abbott (por Rockmond Dunbar):

Agente especial del FBI, está al mando del nuevo equipo de Jane, su primera aparición ocurre en El gran dragón rojo (capítulo 7, temporada 6). Dirige a la unidad de Fischer, Cho, Wylie y los recién llegados Jane y Lisbon, además de otros agentes, durante la sexta y séptima temporada. 
- Jason Wylie (por Joe Adler):

Un analista joven y peculiar del FBI que rápidamente gana un nombre dentro del equipo de Abbott con su experiencia tecnológica. Wylie es un entusiasta experto en informática para el equipo que normalmente se encarga de las tareas del lado de la vigilancia, y ocasionalmente también ayuda a Jane con pequeños favores. 
- Michelle Vega (por Josie Loren):

Un agente novata del FBI recién graduada de Quantico y nueva en el equipo de Abbott, reemplazando a Fischer. 

### Secundarios
- Virgil Minelli (por Gregory Itzin):

Primer Jefe del BIC, es quien contrata a Jane para trabajar como asesor luego de ayudarles a resolver un caso donde estaban implicados un juez y un policía activo. Su personaje deja de mostrarse en la segunda temporada pero tiene una pequeña aparición en la tercera temporada.
- Madeleine Hightower (por Aunjanue Ellis):

Releva de su puesto a Virgil Minelli después que este renunciara de su cargo. Tiene un carácter duro y serio.
- J.J. LaRoche (por Pruitt Taylor Vince):

Es un agente de Asuntos Internos. 
- Sam Bosco (por Terry Kinney):

Un agente introducido en la segunda temporada, amigo de Teresa Lisbon.
- Kristina Frye (por Leslie Hope):

"Medium" capaz de comunicarse con el más allá entablando comunicación entre seres queridos fallecidos. En alguna ocasión ayuda al BIC en algunos casos. Deja de aparecer al final de la segunda temporada.
- Bret Stiles (por Malcolm McDowell):

Líder de la iglesia Visualize Self-Realization Center (simplemente llamada "Visualize"). Stiles tiene numerosas apariciones hasta la sexta temporada.
- Gale Bertram (por Michael Gaston):

Director general del BIC.
- Craig O'Laughlin (por Eric Winter):

Agente especial del FBI cuyas apariciones se limitan a la tercera temporada.
- Luther Wainwright (por Michael Rady):

Introducido en la cuarta temporada. Wainwright es el nuevo jefe que llega para dirigir la división en que trabaja Jane. 
- Lorelei Martins (por Emmanuelle Chriqui):

Es una seguidora de John el Rojo, siendo un personaje de gran importancia en la quinta temporada. 
- Marcus Pike (por Pedro Pascal):

Agente del departamento de robo de arte del FBI que desarrolla un romance con Lisbon después de completar su primer caso juntos (Sexta temporada, episodio Violets). 

## Episodios
| Temporada | Temporada | Episodios | Episodios | Emisión original         | Emisión original      |
| Temporada | Temporada | Episodios | Episodios | Primera emisión          | Última emisión        |
| --------- | --------- | --------- | --------- | ------------------------ | --------------------- |
|           | 1         | 23        | 23        | septiembre de 2008       | mayo de 2009          |
|           | 2         | 23        | 23        | septiembre de 2009       | mayo de 2010          |
|           | 3         | 24        | 24        | septiembre de 2010       | mayo de 2011          |
|           | 4         | 24        | 24        | septiembre de 2011       | mayo de 2012          |
|           | 5         | 22        | 22        | 30 de septiembre de 2012 | mayo de 2013          |
|           | 6         | 22        | 22        | septiembre de 2013       | mayo de 2014          |
|           | 7         | 13        | 13        | noviembre de 2014        | 18 de febrero de 2015 |

## Producción y distribución
El espectáculo a menudo establece episodios basados en locales ficticios con nombres como Salinger Mill y Rancho Rosa. Al igual que la mayoría de los programas de televisión estadounidenses, The Mentalist fue filmado principalmente en la zona de estudio en el condado de Los Ángeles, pero ocasionalmente filmó algunas escenas en Sacramento. La estructura utilizada para representar la sede de BIC en Sacramento es la parte trasera de Pico House en el centro de Los Ángeles. El 15 de octubre de 2008, CBS ordenó la primera temporada de The Mentalist y el programa se ha renovado posteriormente cada año desde 2010 tanto en el mercado nacional como en el extranjero.
TNT empezó a sindicar The Mentalist en el otoño de 2011. En el período interregno entre el final de Late Show with David Letterman y Late Show with Stephen Colbert en el verano de 2015, The Mentalist fue llevado por la noche en CBS en su totalidad como parte de la formación nocturna temporal de la red.
En noviembre de 2013, se confirmó que Amanda Righetti (Van Pelt) y Owain Yeoman (Rigsby) se iría después de la sexta temporada concluyó.
En la temporada 7, en el episodio "Orange Blossom Ice Cream", las escenas en Beirut fueron filmadas en Los Ángeles y se complementarán con freelance imágenes de Beirut de Michael Timney.

## Doblaje al español
| Personaje      | Actor/ actriz original | Doblaje (España) | Doblaje (Hispanoamérica) | Temporadas |
| -------------- | ---------------------- | ---------------- | ------------------------ | ---------- |
| Patrick Jane   | Simon Baker            | Xavier Fernández | Armando Coria            | 1-7        |
| Teresa Lisbon  | Robin Tunney           | María Moscardó   | Mireya Mendoza           | 1-7        |
| Kimball Cho    | Tim Kang               | Dani Albiac      | José Gilberto Vilchis    | 1-7        |
| Wayne Rigsby   | Owain Yeoman           | Toni Mora        | Edson Matus              | 1-7        |
| Grace Van Pelt | Amanda Righetti        | Graciela Molina  | Karina Altamirano        | 1-7        |
| Dennis Abbott  | Rockmond Dunbar        | Jordi Ribes      | Víctor Hugo Aguilar      | 6-7        |
| Jason Wylie    | Joe Adler              | David Jenner     | ¿?                       | 6-7        |
| Kim Fischer    | Emily Swallow          | Esther Solans    | ¿?                       | 6          |
| Michelle Vega  | Josie Loren            | Nuria Trifol     | Carla Castañeda          | 7          |

## Transmisión internacional
| País                 | Cadena                      | Fecha de estreno                                 |
| -------------------- | --------------------------- | ------------------------------------------------ |
| Canadá               | A Channel                   | 23 de septiembre de 2008                         |
| Australia            | Nine Network                | 5 de octubre de 2008                             |
| América Latina       | Warner Channel / TNT Series | 6 de noviembre de 2008 / 15 de noviembre de 2015 |
| Polonia              | n                           | 3 de diciembre de 2008                           |
| Sat.1                | 2009                        |                                                  |
| Sudáfrica            | M-Net                       | 14 de enero de 2009                              |
| Países Bajos         | SBS 6                       | 1 de enero de 2009                               |
| Reino Unido          | Five / Five US / Alibi      | 2009 / 2025                                      |
| España               | La Sexta / TNT / Atreseries | 8 de enero / 14 de enero de 2009                 |
| Bélgica              | VT4                         | 4 de febrero de 2009                             |
| Noruega              | TV3 Norway                  | 7 de enero de 2009                               |
| Hungría              | RTL Klub                    | febrero de 2009                                  |
| Puerto Rico          | WAPA                        | 1 de junio de 2009                               |
| Chile                | TVN                         | 20 de octubre de 2009                            |
| Brasil               | SBT                         | 21 de abril de 2010                              |
| Cuba                 | TVC                         | 2010                                             |
| Uruguay              | Canal 10                    | abril de 2010                                    |
| Venezuela            | Venevisión                  | Junio de 2010                                    |
| México               | Canal 5 / WB Channel        | Julio de 2010                                    |
| Ecuador              | Teleamazonas                | 2010                                             |
| Panamá               | TVMax                       | 2012                                             |
| Honduras             | canal 11                    | Julio de 2010                                    |
| Costa Rica           | Canal 7                     | 2010                                             |
| República Dominicana | Color Visión Canal 9        | 2012                                             |
| El Salvador          | Canal 6                     | 2013                                             |
| Perú                 | Canal 2                     | 2010                                             |

## Recepción

### Recepción crítica
La primera temporada de The Mentalist recibió críticas en su mayoría positivas, con críticas divididas en el formato de procedimiento pero elogiando el desempeño de Simon Baker. En Rotten Tomatoes, la temporada 1 tenía una calificación general del 59% de 17 críticos, y el 76% de audiencias, con el consenso diciendo: "La configuración y la narración episódica está lejos de ser original, pero The Mentalist se distingue de otros procedimientos, principalmente debido al talentoso Simon Baker." En Metacritic, la primera temporada tiene una puntuación de 65/100, lo que indica "generalmente críticas favorables". Robert Bianco de USA Today sintió que el episodio piloto carecía de originalidad, pero alabó a Baker diciendo "The Mentalist El Mentalista puede ser una copia, pero es un ejemplar bien hecho chispeado por un actor que ha entrado como una estrella de televisión." Matthew Gilbert de The Boston Globe dijo "el show de CBS tiene muy poco peso dramático o distinción, pero es astuto y lo suficientemente rápido como para comprometerte por una hora." Gilbert también elogió la química entre Baker y Tunney, pero criticó los casos de delitos, sintiéndolos predecibles y a veces poco interesantes. Mary McNamara de The Los Angeles Times elogió a Baker como "virtualmente irresistible" y dijo "...el truco psicológico de la mano no puede llenar una hora cada semana. Para eso se necesitan complicados, los crímenes interesantes y complicados, personajes interesantes resolverlos. The Mentalist parece preparado para entregar justo eso".
El episodio piloto tuvo una audiencia de 15.6 millones de espectadores en su primera emisión, y 7.8 millones en una retransmisión tres días después. El 2 de diciembre de 2008, el episodio, "Flame Red", fue el programa de televisión de mayor audiencia de la semana, marcando la primera vez que un programa en su primera temporada había logrado esa distinción desde Desperate Housewives hace cuatro años.

### Audiencia en Estados Unidos
| Temporadas | Horario y día (ET)                                    | # Ep. | Estreno                  | Estreno                            | Final                 | Final                            | Temporada televisiva | Rank | Espectadores (en millones) |
| Temporadas | Horario y día (ET)                                    | # Ep. | Fecha                    | Estreno espectadores (en millones) | Fecha                 | Final espectadores (en millones) | Temporada televisiva | Rank | Espectadores (en millones) |
| ---------- | ----------------------------------------------------- | ----- | ------------------------ | ---------------------------------- | --------------------- | -------------------------------- | -------------------- | ---- | -------------------------- |
| 1          | Martes 9:00 p. m.                                     | 23    | 23 de septiembre de 2008 | 15.60                              | 19 de mayo de 2009    | 16.82                            | 2008–09              | 6    | 17.52                      |
| 2          | Jueves 10:00 p. m.                                    | 23    | 24 de septiembre de 2009 | 15.07                              | 20 de mayo de 2010    | 15.22                            | 2009–10              | 10   | 15.37                      |
| 3          | Jueves 10:00 p. m.                                    | 24    | 23 de septiembre de 2010 | 15.50                              | 19 de mayo de 2011    | 14.11                            | 2010–11              | 9    | 15.24                      |
| 4          | Jueves 10:00 p. m.                                    | 24    | 22 de septiembre de 2011 | 13.56                              | 17 de mayo de 2012    | 13.09                            | 2011–12              | 12   | 14.57                      |
| 5          | Domingo 10:00 p. m.                                   | 22    | 30 de septiembre de 2012 | 11.06                              | 5 de mayo de 2013     | 9.17                             | 2012–13              | 24   | 11.82                      |
| 6          | Domingo 10:00 p. m.                                   | 22    | 29 de septiembre de 2013 | 9.70                               | 18 de mayo de 2014    | 9.69                             | 2013–14              | 26   | 11.27                      |
| 7          | Domingo 9:00 p. m. (2014) Miercóles 8:00 p. m. (2015) | 13    | 30 de noviembre de 2014  | 10.89                              | 18 de febrero de 2015 | 10.10                            | 2014–2015            | 25   | 11.81                      |

### España
En 2009 comenzaron las emisiones de la ficción policíaca en laSexta. Desde entonces, 'El mentalista' ha reportado muy buenos datos de audiencia a la cadena.
- 1.ª temporada: 1.728.000 espectadores (9,1%)
- 2.ª temporada: 1.784.000 espectadores (9,1%)
- 3.ª temporada: 1.715.000 espectadores (8,7%)
- 4.ª temporada: 1.864.000 espectadores (9,1%)
- 5.ª temporada: 1.671.000 espectadores (7,8%)
- 6.ª temporada: 1.686.000 espectadores (8,9%)
- 7.ª temporada: 1.801.000 espectadores (8,8%)

### Premios y nominaciones

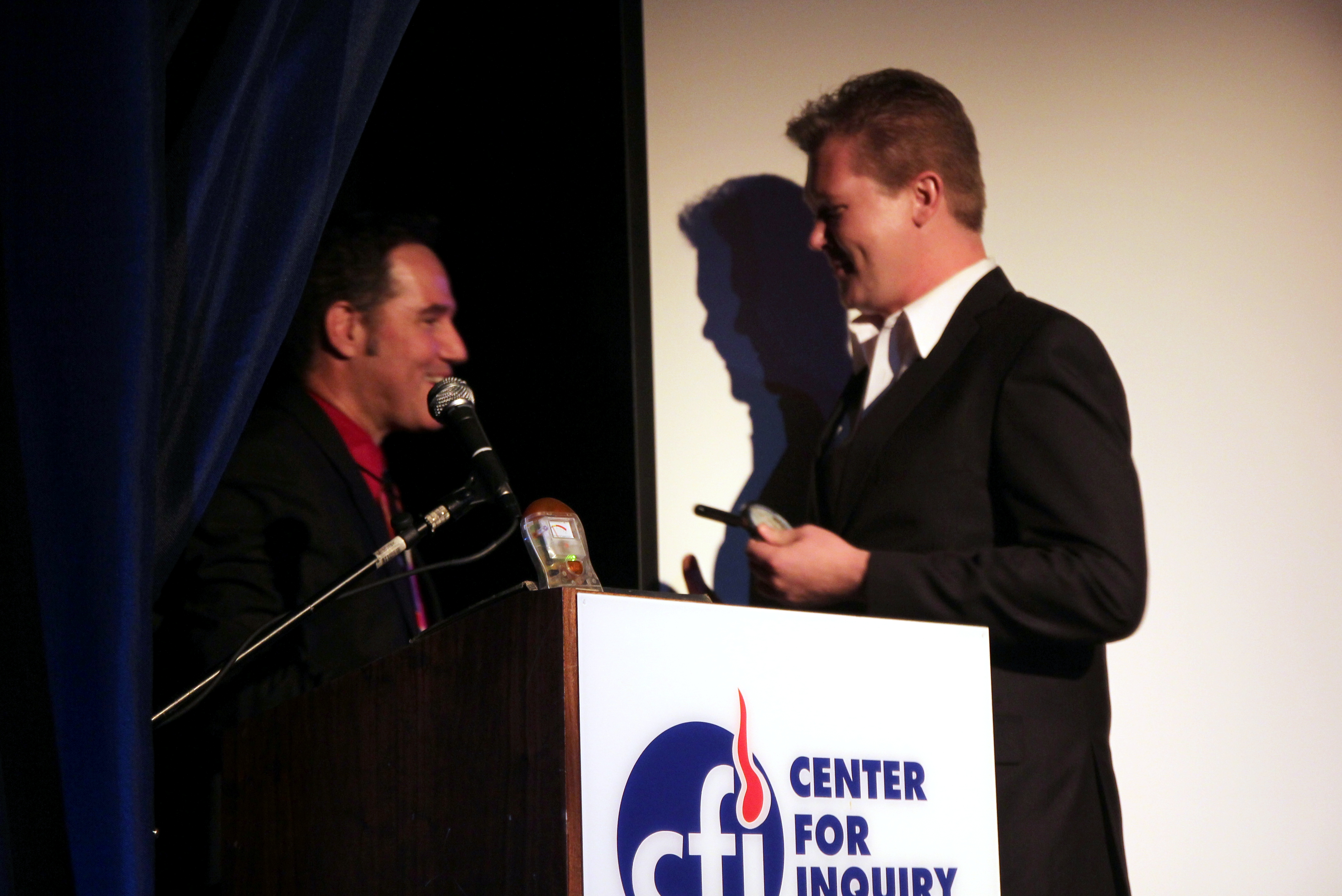
Director del Center for Inquiry West & IIG West, James Underdown presenta al editor Jimm Gadd con un 21 de agosto de 2010

- 2009: TCA Awards por "nuevo programa excepcional"
- 2009: People's Choice Award para "Nuevo drama de TV favorito"[40]
- 2009: Simon Baker recibió una nominación para Mejor Actor Principal - Serie Drama[41]
- 2009: nominación para The International TV Dagger en los Crime Thriller Awards, una ceremonia de entrega de premios presentada por Crime Writers' Association[42]
- 2010: Simon Baker recibió una nominación para el Globo de Oro al Mejor Actor - Serie de Televisión Drama
- 2010: Simon Baker recibió una nominación para un Screen Actors Guild Award por un desempeño excepcional por un actor masculino en una serie dramática[43]
- 2010: award for its scientific and critical thinking content, from The IIG during its 10th Anniversary Gala; accepted by Editor Jim Gadd[44]
- 2013: Golden Nymph Awards at 53rd Monte-Carlo TV Festival for International TV Audience Award - Best Drama TV Series[45]
- 2014: nomination for a People's Choice Award for Favorite TV Crime Drama[46]
- 2015: nomination for a People's Choice Award for Favorite TV Crime Drama
- 2015: Simon Baker received a nomination for a People's Choice Award for Favorite Crime Drama TV Actor
- 2015: Robin Tunney received a nomination for a People's Choice Award for Favorite Crime Drama TV Actress